# Cytidine triphosphate
Pour les articles homonymes, voir CTP.
La cytidine triphosphate (CTP) est un coenzyme de transfert de groupements phosphate qui est associé de façon non covalente (c'est un co-substrat) aux enzymes de la classe des kinases.
Les propriétés de la cytidine triphosphate et de ses dérivés, cytosine diphosphate et cytosine monophosphate, sont identiques à, respectivement, l'adénosine triphosphate (et ses dérivés).